# تجربة الإستروجين في الجلطات الدموية الوريدية
تجربة الإستروجين في الجلطات الدموية الوريدية كانت تجربة معشاة ذات شواهد من العلاج الهرموني بعد إنقطاع الطمث في 140 إمرأة بعد سن اليأس مع تاريخ سابق من الجلطات الدموية الوريدية. كان مزدوجة التعمية المعشاة ذات الشواهد من الإستروجين، عن طريق الفم إستراديول 2 ملغ/يوم، بالإضافة إلى البروجستيرون، خلات نوريثيستيرون (ن=71) 1ملغ/يوم (اسم العلامة التجارية كليوجيست) مقابل وهمي (ن = 69). ونشرت نتائج المحاكمة في عامي 2000 و2001. كان معدل حدوث الجلطات الدموية الوريدية10.7% (8 نساء) في مجموعة العلاج الهرموني و2.3 % (1 امرأة) في مجموعة الدواء الوهمي، مع جميع الأحداث التي تحدث في غضون 261 يوما بعد إدراج الدراسة. الفرق لم يصل الدلالة الإحصائية في التحليل متسلسل، ولكن كان ذا دلالة إحصائية إذا تجاهلت التصميم المتسلسل (ع = 0.04). علامات التخثر زيدت بالمثل عن طريق العلاج الهرموني. نتيجة لإرتفاع معدل الإصابة بالتهاب الوريد الخثاري في مجموعة العلاج، أُنهيت التجربة قبل الأوان. وخلص الباحثون على أساس النتائج التي توصلوا إليها إلى أنه لا ينبغي استخدام العلاج الهرموني لإنقطاع الطمث في النساء اللواتي لديهن تاريخ سابق من الجلطات الدموية الوريدية.
على الرغم من أن نتائج تجربة الإستروجين في الجلطات الدموية الوريدي وغيرها من الدراسات تستدعي الحذر فيما يتعلق بإستخدام هرمون الإستروجين عن طريق الفم في النساء مع الجلطات الدموية الوريدية الماضي، وقد وجدت البحوث أن إستراديول عبر الجلد، على النقيض من إستراديول عن طريق الفم وغيرها من هرمون الإستروجين عن طريق الفم، ويؤثر الحد الأدنى التخثر، وفي المراجعات المنهجية والتحليلات التلوية من الدراسات القائمة على الملاحظة، لم يترافق مع زيادة خطر الجلطات الدموية الوريدية بجرعات تصل إلى 100مايكروغرام/يوم. وبالمثل، وجدت دراسة صغيرة أن إستراديول عبر الجلد لم يؤثر على التخثر في النساء مع فت السابقة، والرصد إنقطاع الطمث، الإستروجين والأحداث الوريدية وجدت الدراسة أن إستراديول عبر الجلد لم يكن مرتبطا بزيادة خطر الجلطات الدموية الوريدية في النساء بعد سن اليأس مع فت الماضي (HR = 1.0 (95% CI 0.4–2.4) لإستراديول عبر الجلد مقابل. HR = 6.4 (95% CI 1.5–27.3) لهرمون الإستروجين عن طريق الفم). وفقا لذلك، تنص إرشادات العلاج بالهرمونات بعد إنقطاع الطمث على أنه من المحتمل أن يكون الإستراديول عبر الجلد أقل عرضة للإصابة بإلتهاب الوريد الخثاري ويوصي بإستخدام إستراديول عبر الجلد في النساء المصابات بداء الوريد الخثاري السابق أو المعرضات لخطر الإصابة بإلتهاب الوريد الخثاري. ومع ذلك، لا تزال هناك حاجة إلى التجارب المعشاة ذات الشواهد لتأكيد النتائج.

## أنظر أيضًا
- انقطاع الطمث ، الاستروجين والأحداث الوريدية
- قائمة الدراسات السريرية البارزة للعلاج بالهرمونات بعد انقطاع الطمث